# Тед Ласо
Тед Ласо (енгл. Ted Lasso) америчка је телевизијска серија коју су створили Џејсон Судејкис, Бил Лоренс, Брендан Хант и Џо Кели за Apple TV+. Настала је по истоименом лику ког Судејкис глуми у рекламама за Премијер лигу.
Добила је позитивне рецензије критичара, уз посебне похвале за глумачку поставу, хумор, сценарио, теме и узбудљив тон. Између осталих признања, прва сезона била је номинована за 20 награда Еми за програм у ударном термину, чиме је постала прва сезона комедије с највише номинација у историји награда Еми.

## Радња
Радња се врти око Теда Ласа, Американца који као тренер средњошколских и колеџ екипа америчког фудбала долази у Енглеску и преузима посрнули премијерлигашки (фиктивни) клуб Ричмонд, иако нема никаквог искуства ни знања о фудбалу.

## Улоге
| Глумац           | Улога           |
| ---------------- | --------------- |
| Џејсон Судејкис  | Тед Ласо        |
| Хана Вадингам    | Ребека Велтон   |
| Џереми Свифт     | Лесли Хигинс    |
| Фил Данстер      | Џејми Тарт      |
| Брет Голдстин    | Рој Кент        |
| Брендан Хант     | тренер Бирд     |
| Ник Мохамед      | Нејт Шели       |
| Џуно Темпл       | Кили Џоунс      |
| Сара Најлс       | Шерон Филдстоун |
| Ентони Хед       | Руперт Манион   |
| Тохиб Џимо       | Сем Обисанја    |
| Кристо Фернандез | Дани Рохас      |
| Кола Бокини      | Ајзак Макаду    |
| Били Харис       | Колин Хјуз      |
| Џејмс Ланс       | Трент Крим      |

## Епизоде
| Сезона | Сезона | Епизоде | Епизоде | Оригинална објава | Оригинална објава |
| Сезона | Сезона | Епизоде | Епизоде | Премијера         | Финале            |
| ------ | ------ | ------- | ------- | ----------------- | ----------------- |
|        | 1.     | 10      | 10      | 14. август 2020.  | 2. октобар 2020.  |
|        | 2.     | 12      | 12      | 23. јул 2021.     | 8. октобар 2021.  |
|        | 3.     | 12      | 12      | 15. март 2023.    | 31. мај 2023.     |